# Challenge européen 2009-2010
Navigation
Challenge européen 2008-2009 Challenge européen 2010-2011
Le Challenge européen 2009-2010 oppose pour la saison 2009-2010 vingt équipes européennes de rugby à XV : huit françaises, cinq anglaises, quatre italiennes, une espagnole, une irlandaise et une roumaine. La compétition se déroule du 8 octobre 2009 au 23 mai 2010 date de la finale qui a lieu au Stade Vélodrome à Marseille.
La compétition est organisée en deux phases. Une première phase de poules se déroule en matchs aller-retour à la fin de laquelle sont issues les cinq équipes ayant terminé en tête de leur groupe. La compétition se poursuit par une phase à élimination directe à partir des quarts de finale. Pour la première fois, trois clubs issus de la Coupe d'Europe de rugby à XV 2009-2010 rejoignent les cinq équipes qualifiées lors de la phase finale. Les Cardiff Blues remportent la compétition en battant en finale le RC Toulon sur le score de 28 à 21.

## Équipes en compétition
| - SC Albi - Aviron bayonnais - CS Bourgoin Jallieu - Bucureşti Oaks - Castres olympique - Connacht - Leeds Carnegie - London Wasps - Olympus Madrid - US Montauban | - Montpellier HR - Newcastle Falcons - Rugby Parme - Petrarca Padoue - Racing Métro 92 - Rugby Rome - Rugby Rovigo - Saracens - RC Toulon - Worcester Warriors |

## Première phase
Le tirage au sort est effectué en fonction du Classement européen de l'ERC.
Notations et règles de classement
Dans les tableaux de classement suivants, les différentes abréviations et couleurs signifient:
|  | Qualifiés pour les quarts de finale. |

Attribution des points : victoire sur tapis vert : 5, victoire : 4, match nul : 2, défaite : 0, forfait : -2 ; plus les bonus (offensif : au moins 4 essais marqués ; défensif : défaite par 7 points d'écart ou moins).
Règles de classement :
- équipes dans la même poule : 1. points terrain ; 2. points terrain obtenus dans les matchs entre équipes concernées ; 3. nombre d'essais marqués dans les matchs entre équipes concernées ; 4. différence de points dans les matchs entre équipes concernées.
- équipes dans des poules différentes : 1. points terrain ; 2. nombre d'essais marqués ; 3. différence de points ; 5. nombre de joueurs obtenus un carton jaune et/ou suspendus ; 6. tirage à pile ou face.

### Poule 1
| \| Rang \| Équipe \| J \| V \| N \| D \| Em \| Ee \| Bo \| Bd \| Pm \| Pe \| Diff \| Pts \| \| ---- \| ------------------- \| - \| - \| - \| - \| -- \| -- \| -- \| -- \| --- \| --- \| ---- \| --- \| \| 1 \| CS Bourgoin-Jallieu \| 6 \| 5 \| 0 \| 1 \| 16 \| 6 \| 2 \| 1 \| 141 \| 86 \| +55 \| 23 \| \| 2 \| Leeds Carnegie \| 6 \| 4 \| 0 \| 2 \| 19 \| 6 \| 3 \| 0 \| 160 \| 82 \| +78 \| 19 \| \| 3 \| Rugby Parma \| 6 \| 2 \| 0 \| 4 \| 5 \| 17 \| 0 \| 0 \| 78 \| 145 \| -67 \| 8 \| \| 4 \| Bucureşti Oaks \| 6 \| 1 \| 0 \| 5 \| 5 \| 16 \| 0 \| 3 \| 70 \| 136 \| -66 \| 7 \| |                     |   |   |   |   |    |    |    |    |     |     |      |     |
| Rang | Équipe              | J | V | N | D | Em | Ee | Bo | Bd | Pm  | Pe  | Diff | Pts |
| 1 | CS Bourgoin-Jallieu | 6 | 5 | 0 | 1 | 16 | 6  | 2  | 1  | 141 | 86  | +55  | 23  |
| 2 | Leeds Carnegie      | 6 | 4 | 0 | 2 | 19 | 6  | 3  | 0  | 160 | 82  | +78  | 19  |
| 3 | Rugby Parma         | 6 | 2 | 0 | 4 | 5  | 17 | 0  | 0  | 78  | 145 | -67  | 8   |
| 4 | Bucureşti Oaks      | 6 | 1 | 0 | 5 | 5  | 16 | 0  | 3  | 70  | 136 | -66  | 7   |

| 9 octobre  | Stade Pierre-Rajon | CS Bourgoin-Jallieu | 29 - 19 | Leeds Carnegie |
| 10 octobre | Arcul de Triumf    | Bucureşti Oaks      | 21 - 9  | Rugby Parme    |

| 17 octobre | Arcul de Triumf    | Bucureşti Oaks | 19 - 21 | CS Bourgoin-Jallieu |
| 18 octobre | Headingley Stadium | Leeds Carnegie | 32 - 13 | Rugby Parme         |

| 12 décembre | Arcul de Triumf   | Bucureşti Oaks | 6 - 10 | Leeds Carnegie      |
| 12 décembre | Stadio XXV Aprile | Rugby Parme    | 14 - 9 | CS Bourgoin-Jallieu |

| 17 décembre | Stade Pierre-Rajon | CS Bourgoin-Jallieu | 31 - 10 | Rugby Parme    |
| 20 décembre | Headingley Stadium | Leeds Carnegie      | 47 - 0  | Bucureşti Oaks |

| 14 janvier | Stade Pierre-Rajon | CS Bourgoin-Jallieu | 33 - 15 | Bucureşti Oaks |
| 16 janvier | Stadio XXV Aprile  | Rugby Parme         | 16 - 38 | Leeds Carnegie |

| 23 janvier | Stadio XXV Aprile  | Rugby Parme    | 16 - 9 | Bucureşti Oaks      |
| 24 janvier | Headingley Stadium | Leeds Carnegie | 9 - 18 | CS Bourgoin-Jallieu |

### Poule 2
| \| Rang \| Équipe \| J \| V \| N \| D \| Em \| Ee \| Bo \| Bd \| Pm \| Pe \| Diff \| Pts \| \| ---- \| ------------------ \| - \| - \| - \| - \| -- \| -- \| -- \| -- \| --- \| --- \| ---- \| --- \| \| 1 \| Connacht \| 6 \| 6 \| 0 \| 0 \| 28 \| 5 \| 2 \| 0 \| 199 \| 63 \| +136 \| 26 \| \| 2 \| Montpellier HR \| 6 \| 4 \| 0 \| 2 \| 18 \| 10 \| 2 \| 1 \| 158 \| 92 \| +66 \| 19 \| \| 3 \| Worcester Warriors \| 6 \| 2 \| 0 \| 4 \| 18 \| 8 \| 2 \| 3 \| 140 \| 83 \| +57 \| 13 \| \| 4 \| Olympus Madrid \| 6 \| 0 \| 0 \| 6 \| 4 \| 45 \| 0 \| 0 \| 44 \| 303 \| -259 \| 0 \| |                    |   |   |   |   |    |    |    |    |     |     |      |     |
| Rang | Équipe             | J | V | N | D | Em | Ee | Bo | Bd | Pm  | Pe  | Diff | Pts |
| 1 | Connacht           | 6 | 6 | 0 | 0 | 28 | 5  | 2  | 0  | 199 | 63  | +136 | 26  |
| 2 | Montpellier HR     | 6 | 4 | 0 | 2 | 18 | 10 | 2  | 1  | 158 | 92  | +66  | 19  |
| 3 | Worcester Warriors | 6 | 2 | 0 | 4 | 18 | 8  | 2  | 3  | 140 | 83  | +57  | 13  |
| 4 | Olympus Madrid     | 6 | 0 | 0 | 6 | 4  | 45 | 0  | 0  | 44  | 303 | -259 | 0   |

| 8 octobre | Sixways Stadium     | Worcester Warriors | 17 - 22 | Montpellier HR |
| 9 octobre | Galway Sportsground | Connacht           | 46 - 6  | Olympus Madrid |

| 16 octobre | Stade Yves-du-Manoir | Montpellier HR | 19 - 22 | Connacht           |
| 17 octobre | Ciudad Universitaria | Olympus Madrid | 5 - 38  | Worcester Warriors |

| 11 décembre | Stade Yves-du-Manoir | Montpellier HR     | 57 - 24 | Olympus Madrid |
| 19 décembre | Sixways Stadium      | Worcester Warriors | 21 - 26 | Connacht       |

| 18 décembre | Galway Sportsground  | Connacht       | 19 - 7 | Worcester Warriors |
| 11 décembre | Ciudad Universitaria | Olympus Madrid | 6 - 42 | Montpellier HR     |

| 15 janvier | Galway Sportsground | Connacht           | 20 - 10 | Montpellier HR |
| 16 janvier | Sixways Stadium     | Worcester Warriors | 54 - 3  | Olympus Madrid |

| 22 janvier | Stade Yves-du-Manoir | Montpellier HR | 8 - 3  | Worcester Warriors |
| 23 janvier | Ciudad Universitaria | Olympus Madrid | 0 - 66 | Connacht           |

### Poule 3
| \| Rang \| Équipe \| J \| V \| N \| D \| Em \| Ee \| Bo \| Bd \| Pm \| Pe \| Diff \| Pts \| \| ---- \| ----------------- \| - \| - \| - \| - \| -- \| -- \| -- \| -- \| --- \| --- \| ---- \| --- \| \| 1 \| RC Toulon \| 6 \| 5 \| 0 \| 1 \| 27 \| 7 \| 3 \| 0 \| 218 \| 88 \| +130 \| 23 \| \| 2 \| Saracens \| 6 \| 5 \| 0 \| 1 \| 17 \| 6 \| 2 \| 0 \| 184 \| 83 \| +101 \| 22 \| \| 3 \| Castres olympique \| 6 \| 2 \| 0 \| 4 \| 24 \| 12 \| 2 \| 1 \| 173 \| 127 \| +46 \| 11 \| \| 4 \| Rugby Rovigo \| 6 \| 0 \| 0 \| 6 \| 3 \| 46 \| 0 \| 0 \| 41 \| 318 \| -277 \| 0 \| |                   |   |   |   |   |    |    |    |    |     |     |      |     |
| Rang | Équipe            | J | V | N | D | Em | Ee | Bo | Bd | Pm  | Pe  | Diff | Pts |
| 1 | RC Toulon         | 6 | 5 | 0 | 1 | 27 | 7  | 3  | 0  | 218 | 88  | +130 | 23  |
| 2 | Saracens          | 6 | 5 | 0 | 1 | 17 | 6  | 2  | 0  | 184 | 83  | +101 | 22  |
| 3 | Castres olympique | 6 | 2 | 0 | 4 | 24 | 12 | 2  | 1  | 173 | 127 | +46  | 11  |
| 4 | Rugby Rovigo      | 6 | 0 | 0 | 6 | 3  | 46 | 0  | 0  | 41  | 318 | -277 | 0   |

| 9 octobre  | Stade Pierre-Antoine | Castres olympique | 17 - 33 | RC Toulon    |
| 11 octobre | Vicarage Road        | Saracens          | 36 - 12 | Rugby Rovigo |

| 15 octobre | Stade Mayol            | RC Toulon    | 31 - 23 | Saracens          |
| 17 octobre | Stade Mario-Battaglini | Rugby Rovigo | 11 - 76 | Castres olympique |

| 11 décembre | Stade Pierre-Antoine | Castres olympique | 9 - 23 | Saracens     |
| 11 décembre | Stade Mayol          | RC Toulon         | 73 - 3 | Rugby Rovigo |

| 19 décembre | Vicarage Road          | Saracens     | 18 - 14 | Castres olympique |
| 20 décembre | Stade Mario-Battaglini | Rugby Rovigo | 7 - 30  | RC Toulon         |

| 14 janvier | Vicarage Road        | Saracens          | 28 - 9 | RC Toulon    |
| 15 janvier | Stade Pierre-Antoine | Castres olympique | 47 - 0 | Rugby Rovigo |

| 23 janvier | Stade Mario-Battaglini | Rugby Rovigo | 8 - 56  | Saracens          |
| 23 janvier | Stade Mayol            | RC Toulon    | 42 - 10 | Castres olympique |

### Poule 4
| \| Rang \| Équipe \| J \| V \| N \| D \| Em \| Ee \| Bo \| Bd \| Pm \| Pe \| Diff \| Pts \| \| ---- \| ---------------- \| - \| - \| - \| - \| -- \| -- \| -- \| -- \| --- \| --- \| ---- \| --- \| \| 1 \| London Wasps \| 6 \| 5 \| 0 \| 1 \| 21 \| 3 \| 2 \| 1 \| 176 \| 69 \| +107 \| 23 \| \| 2 \| Aviron bayonnais \| 6 \| 4 \| 0 \| 2 \| 23 \| 4 \| 2 \| 1 \| 184 \| 73 \| +111 \| 19 \| \| 3 \| Racing Métro 92 \| 6 \| 3 \| 0 \| 3 \| 22 \| 7 \| 2 \| 2 \| 177 \| 85 \| +92 \| 16 \| \| 4 \| Rugby Rome \| 6 \| 0 \| 0 \| 6 \| 1 \| 53 \| 0 \| 0 \| 28 \| 338 \| -310 \| 0 \| |                  |   |   |   |   |    |    |    |    |     |     |      |     |
| Rang | Équipe           | J | V | N | D | Em | Ee | Bo | Bd | Pm  | Pe  | Diff | Pts |
| 1 | London Wasps     | 6 | 5 | 0 | 1 | 21 | 3  | 2  | 1  | 176 | 69  | +107 | 23  |
| 2 | Aviron bayonnais | 6 | 4 | 0 | 2 | 23 | 4  | 2  | 1  | 184 | 73  | +111 | 19  |
| 3 | Racing Métro 92  | 6 | 3 | 0 | 3 | 22 | 7  | 2  | 2  | 177 | 85  | +92  | 16  |
| 4 | Rugby Rome       | 6 | 0 | 0 | 6 | 1  | 53 | 0  | 0  | 28  | 338 | -310 | 0   |

| 9 octobre  | Stade Jean-Dauger | Aviron bayonnais | 61 - 3  | Rugby Rome      |
| 11 octobre | Adams Park        | London Wasps     | 18 - 13 | Racing Métro 92 |

| 17 octobre | Stadio Tre Fontane   | Rugby Rome      | 0 - 57  | London Wasps     |
| 17 octobre | Stade Yves-du-Manoir | Racing Métro 92 | 16 - 20 | Aviron bayonnais |

| 12 décembre | Adams Park           | London Wasps    | 22 - 18 | Aviron bayonnais |
| 12 décembre | Stade Yves-du-Manoir | Racing Métro 92 | 62 - 0  | Rugby Rome       |

| 17 décembre | Stade Jean-Dauger  | Aviron bayonnais | 3 - 12 | London Wasps    |
| 19 décembre | Stadio Tre Fontane | Rugby Rome       | 3 - 53 | Racing Métro 92 |

| 14 janvier | Adams Park        | London Wasps     | 50 - 16 | Rugby Rome      |
| 16 janvier | Stade Jean-Dauger | Aviron bayonnais | 27 - 14 | Racing Métro 92 |

| 21 janvier | Stade Yves-du-Manoir | Racing Métro 92 | 19 - 17 | London Wasps     |
| 23 janvier | Stadio Tre Fontane   | Rugby Rome      | 6 - 55  | Aviron bayonnais |

### Poule 5
| \| Rang \| Équipe \| J \| V \| N \| D \| Em \| Ee \| Bo \| Bd \| Pm \| Pe \| Diff \| Pts \| \| ---- \| ----------------- \| - \| - \| - \| - \| -- \| -- \| -- \| -- \| --- \| --- \| ---- \| --- \| \| 1 \| Newcastle Falcons \| 6 \| 5 \| 0 \| 1 \| 16 \| 6 \| 2 \| 1 \| 146 \| 77 \| +69 \| 23 \| \| 2 \| US Montauban \| 6 \| 5 \| 0 \| 1 \| 13 \| 9 \| 1 \| 0 \| 132 \| 96 \| +36 \| 21 \| \| 3 \| SC Albi \| 6 \| 2 \| 0 \| 4 \| 13 \| 14 \| 2 \| 2 \| 117 \| 137 \| -20 \| 12 \| \| 4 \| Petrarca Padoue \| 6 \| 0 \| 0 \| 6 \| 9 \| 22 \| 0 \| 1 \| 95 \| 180 \| -85 \| 1 \| |                   |   |   |   |   |    |    |    |    |     |     |      |     |
| Rang | Équipe            | J | V | N | D | Em | Ee | Bo | Bd | Pm  | Pe  | Diff | Pts |
| 1 | Newcastle Falcons | 6 | 5 | 0 | 1 | 16 | 6  | 2  | 1  | 146 | 77  | +69  | 23  |
| 2 | US Montauban      | 6 | 5 | 0 | 1 | 13 | 9  | 1  | 0  | 132 | 96  | +36  | 21  |
| 3 | SC Albi           | 6 | 2 | 0 | 4 | 13 | 14 | 2  | 2  | 117 | 137 | -20  | 12  |
| 4 | Petrarca Padoue   | 6 | 0 | 0 | 6 | 9  | 22 | 0  | 1  | 95  | 180 | -85  | 1   |

| 9 octobre  | La Maison des Sports | SC Albi         | 7 - 17  | US Montauban      |
| 10 octobre | Stadio Plebiscito    | Petrarca Padoue | 27 - 29 | Newcastle Falcons |

| 16 octobre | Stade Sapiac  | US Montauban      | 27 - 10 | Petrarca Padoue |
| 18 octobre | Kingston Park | Newcastle Falcons | 45 - 3  | SC Albi         |

| 10 décembre | Kingston Park     | Newcastle Falcons | 17 - 6  | US Montauban |
| 12 décembre | Stadio Plebiscito | Petrarca Padoue   | 16 - 35 | SC Albi      |

| 18 décembre | Stade Sapiac         | US Montauban | 24 - 19 | Newcastle Falcons |
| 20 décembre | La Maison des Sports | SC Albi      | 38 - 16 | Petrarca Padoue   |

| 15 janvier | La Maison des Sports | SC Albi         | 14 - 16 | Newcastle Falcons |
| 16 janvier | Stadio Plebiscito    | Petrarca Padoue | 23 - 31 | US Montauban      |

| 22 janvier | Stade Sapiac  | US Montauban      | 27 - 20 | SC Albi         |
| 22 janvier | Kingston Park | Newcastle Falcons | 20 - 3  | Petrarca Padoue |

## Phase finale
Les cinq premiers ainsi que trois équipes issues de la Coupe d'Europe de rugby à XV 2009-2010 sont qualifiés pour les quarts de finale. Les huit équipes sont classées pour obtenir le tableau des quarts de finale.
| Rang | Clubs               | Pts | EM       |
| ---- | ------------------- | --- | -------- |
| 1    | Connacht            | 26  | 28       |
| 2    | RC Toulon           | 23  | 27       |
| 3    | London Wasps        | 23  | 21       |
| 4    | Newcastle Falcons   | 23  | 16 (+69) |
| 5    | Cardiff Blues       | 18  | 14       |
| 6    | Gloucester Rugby    | 17  | 12 (-10) |
| 7    | Scarlets            | 17  | 12 (-29) |
| 8    | CS Bourgoin-Jallieu | 23  | 16 (+55) |

### Tableau
|  | Quarts de finale                             | Quarts de finale                             |              |    | Demi-finales                                 | Demi-finales                                 |  |  | Finale                                    | Finale                                    |
|  | Quarts de finale                             | Quarts de finale                             |              |    | Demi-finales                                 | Demi-finales                                 |  |  | Finale                                    | Finale                                    |
|  |                                              |                                              |              |    |                                              |                                              |  |  |                                           |                                           |
|  | 10 avril 2010 au Galway Sportsground, Galway | 10 avril 2010 au Galway Sportsground, Galway |              |    | 30 avril 2010 au Galway Sportsground, Galway | 30 avril 2010 au Galway Sportsground, Galway |  |  | 23 mai 2010 au Stade Vélodrome, Marseille | 23 mai 2010 au Stade Vélodrome, Marseille |
|  | 10 avril 2010 au Galway Sportsground, Galway | 10 avril 2010 au Galway Sportsground, Galway |              |    | 30 avril 2010 au Galway Sportsground, Galway | 30 avril 2010 au Galway Sportsground, Galway |  |  | 23 mai 2010 au Stade Vélodrome, Marseille | 23 mai 2010 au Stade Vélodrome, Marseille |
|  | Connacht                                     | 23                                           |              |    | 30 avril 2010 au Galway Sportsground, Galway | 30 avril 2010 au Galway Sportsground, Galway |  |  | 23 mai 2010 au Stade Vélodrome, Marseille | 23 mai 2010 au Stade Vélodrome, Marseille |
|  | Connacht                                     | 23                                           |              |    | 30 avril 2010 au Galway Sportsground, Galway | 30 avril 2010 au Galway Sportsground, Galway |  |  | 23 mai 2010 au Stade Vélodrome, Marseille | 23 mai 2010 au Stade Vélodrome, Marseille |
|  | CS Bourgoin-Jallieu                          | 20                                           |              |    | 30 avril 2010 au Galway Sportsground, Galway | 30 avril 2010 au Galway Sportsground, Galway |  |  | 23 mai 2010 au Stade Vélodrome, Marseille | 23 mai 2010 au Stade Vélodrome, Marseille |
|  | CS Bourgoin-Jallieu                          | 20                                           | Connacht     | 12 |                                              |                                              |  |  | 23 mai 2010 au Stade Vélodrome, Marseille | 23 mai 2010 au Stade Vélodrome, Marseille |
|  | 10 avril 2010 au Stade Mayol, Toulon         |                                              | Connacht     | 12 |                                              |                                              |  |  | 23 mai 2010 au Stade Vélodrome, Marseille | 23 mai 2010 au Stade Vélodrome, Marseille |
|  |                                              | RC Toulon                                    | 19           |    |                                              |                                              |  |  | 23 mai 2010 au Stade Vélodrome, Marseille | 23 mai 2010 au Stade Vélodrome, Marseille |
|  | RC Toulon                                    | RC Toulon                                    | 19           | 38 |                                              |                                              |  |  | 23 mai 2010 au Stade Vélodrome, Marseille | 23 mai 2010 au Stade Vélodrome, Marseille |
|  | RC Toulon                                    |                                              |              | 38 |                                              |                                              |  |  | 23 mai 2010 au Stade Vélodrome, Marseille | 23 mai 2010 au Stade Vélodrome, Marseille |
|  | Scarlets                                     | 12                                           |              |    |                                              |                                              |  |  | 23 mai 2010 au Stade Vélodrome, Marseille | 23 mai 2010 au Stade Vélodrome, Marseille |
|  | Scarlets                                     | 12                                           | RC Toulon    | 21 |                                              |                                              |  |  |                                           |                                           |
|  | 11 avril 2010 à l'Adams Park, High Wycombe   |                                              | RC Toulon    | 21 |                                              |                                              |  |  |                                           |                                           |
|  |                                              | Cardiff Blues                                | 28           |    |                                              |                                              |  |  |                                           |                                           |
|  | London Wasps                                 | Cardiff Blues                                | 28           | 42 |                                              |                                              |  |  |                                           |                                           |
|  | London Wasps                                 | 1er mai 2010 à l'Adams Park, High Wycombe    |              | 42 |                                              |                                              |  |  |                                           |                                           |
|  | Gloucester Rugby                             | 26                                           |              |    |                                              |                                              |  |  |                                           |                                           |
|  | Gloucester Rugby                             | 26                                           | London Wasps | 15 |                                              |                                              |  |  |                                           |                                           |
|  | 11 avril 2010 au Kingston Park, Newcastle    |                                              | London Wasps | 15 |                                              |                                              |  |  |                                           |                                           |
|  |                                              | Cardiff Blues                                | 18           |    |                                              |                                              |  |  |                                           |                                           |
|  | Newcastle Falcons                            | Cardiff Blues                                | 18           | 20 |                                              |                                              |  |  |                                           |                                           |
|  | Newcastle Falcons                            |                                              |              | 20 |                                              |                                              |  |  |                                           |                                           |
|  | Cardiff Blues                                | 55                                           |              |    |                                              |                                              |  |  |                                           |                                           |
|  | Cardiff Blues                                | 55                                           |              |    |                                              |                                              |  |  |                                           |                                           |

### Quarts de finale
| 10 avril 2010 13:00 CET | Connacht | 23 - 20 (14 - 10) | CS Bourgoin-Jallieu                                                                                            | Galway Sportsground, Galway 3 500 spectateurs Arbitre : Andrew Small |
| 10 avril 2010 13:00 CET | Essai(s) : Swift (17e), Muldoon (36e) Transformation(s) : Keatley 2 (17e, 36e) Pénalité(s) : Nikora 2 (66e, 73e) Drop(s) : Nikora (79e) |                   | Essai(s) : Kopelani (30e), Senio (58e) Transformation(s) : Boyet 2 (30e, 58e) Pénalité(s) : Boyet 2 (39e, 44e) | Galway Sportsground, Galway 3 500 spectateurs Arbitre : Andrew Small |
| 10 avril 2010 13:00 CET | |                   | | Galway Sportsground, Galway 3 500 spectateurs Arbitre : Andrew Small |

| 10 avril 2010 21:00 CET | RC Toulon | 38 - 12 (16 - 6) | Scarlets                                   | Stade Mayol, Toulon 12 600 spectateurs Arbitre : Peter Fitzgibbon |
| 10 avril 2010 21:00 CET | Essai(s) : Marienval 2 (29e, 41e), Sinzelle (72e), Williams (76e), Missoup (81e) Transformation(s) : Wilkinson 2 (29e, 42e) Pénalité(s) : Wilkinson 3 (9e, 36e, 40e) |                  | Pénalité(s) : Jones 4 (11e, 23e, 44e, 47e) | Stade Mayol, Toulon 12 600 spectateurs Arbitre : Peter Fitzgibbon |
| 10 avril 2010 21:00 CET | |                  |                                            | Stade Mayol, Toulon 12 600 spectateurs Arbitre : Peter Fitzgibbon |

| 11 avril 2010 14:00 CET | London Wasps | 42 - 26 (27 - 16) | Gloucester Rugby | Adams Park, High Wycombe 6 289 spectateurs Arbitre : Christophe Berdos |
| 11 avril 2010 14:00 CET | Essai(s) : Jacobs (6e), Betsen (22e), Varndell 3 (33e, 72e, 80e) Transformation(s) : Cipriani 4 (6e, 22e, 33e, 80e) Pénalité(s) : Cipriani 3 (18e, 40e, 43e) |                   | Essai(s) : Eustace (25e), Sharples (77e) Transformation(s) : Robinson 2 (25e, 77e) Pénalité(s) : Robinson 4 (5e, 10e, 38e, 56e) | Adams Park, High Wycombe 6 289 spectateurs Arbitre : Christophe Berdos |
| 11 avril 2010 14:00 CET | |                   | | Adams Park, High Wycombe 6 289 spectateurs Arbitre : Christophe Berdos |

| 11 avril 2010 15:00 CET | Newcastle Falcons | 20 - 55 (13 - 17) | Cardiff Blues | Kingston Park, Newcastle 4 346 spectateurs Arbitre : Jérôme Garcès |
| 11 avril 2010 15:00 CET | Essai(s) : Amesbury (15e), Young (66e) Transformation(s) : Gopperth 2 (15e, 66e) Pénalité(s) : Gopperth 2 (11e, 18e) |                   | Essai(s) : Laulala (9e), Williams (13e), Filise 2 (42e, 57e), Blair (52e), Roberts (55e), Sweeney (74e) Transformation(s) : Blair 7 (9e, 13e, 42e, 52e, 55e, 57e, 74e) Pénalité(s) : Blair 2 (32e, 46e) | Kingston Park, Newcastle 4 346 spectateurs Arbitre : Jérôme Garcès |
| 11 avril 2010 15:00 CET | |                   | | Kingston Park, Newcastle 4 346 spectateurs Arbitre : Jérôme Garcès |

### Demi-finales
| 30 avril 2010 19:45 CET | Connacht                                     | 12 - 19 (9 - 19) | RC Toulon | Galway Sportsground, Galway 7 000 spectateurs Arbitre : Wayne Barnes |
| 30 avril 2010 19:45 CET | Pénalité(s) : Keatley 4 (1re, 20e, 36e, 43e) |                  | Essai(s) : Kefu (40e) Transformation(s) : Wilkinson (40e) Pénalité(s) : Wilkinson 3 (9e, 19e, 35e) Drop(s) : Wilkinson (25e) | Galway Sportsground, Galway 7 000 spectateurs Arbitre : Wayne Barnes |
| 30 avril 2010 19:45 CET |                                              |                  | | Galway Sportsground, Galway 7 000 spectateurs Arbitre : Wayne Barnes |

| 1er mai 2010 18:00 CET | London Wasps                                     | 15 - 18 (9 - 8) | Cardiff Blues                                                                                               | Adams Park, High Wycombe Arbitre : Romain Poite |
| 1er mai 2010 18:00 CET | Pénalité(s) : Walder 5 (20e, 32e, 35e, 41e, 62e) |                 | Essai(s) : Halfpenny (27e), Jenkins (59e) Transformation(s) : Blair (59e) Pénalité(s) : Blair 2 (38,e, 52e) | Adams Park, High Wycombe Arbitre : Romain Poite |
| 1er mai 2010 18:00 CET |                                                  |                 | | Adams Park, High Wycombe Arbitre : Romain Poite |

### Finale
23 mai 2010 au Stade Vélodrome, Marseille
Points marqués :
- RC Toulon : 2 essais de Williams (36e) et Sourice (77e), 1 transformation de Wilkinson (37e), 3 pénalités de Wilkinson (11e, 31e) et May (54e)
- Cardiff Blues : 3 essais de Roberts (49e), Halfpenny (64e) et Davies (68e), 2 transformations de Blair (50e, 69e), 3 pénalités de Halfpenny (5e) et Blair (21e, 60e)

Évolution du score : 0-3, 3-3, 3-6, 6-6, 13-6, 13-13, 16-13, 16-16, 16-21, 16-28, 21-28
Arbitre : Alain Rolland 
Résumé
Composition des équipes
- RC Toulon
  - Titulaires : 15 Clément Marienval, 14 Gabiriele Lovobalavu, 13 Tom May, 12 Sonny Bill Williams, 11 Jérémy Sinzelle, 10 Jonny Wilkinson, 9 Matt Henjak, 8 Juan Martín Fernández Lobbe, 7 Fotunu'upule Auelua, 6 Joe van Niekerk, 5 Ross Skeate, 4 Esteban Lozada, 3 Davit Kubriashvili, 2 Philip Fitzgerald, 1 Saimone Taumoepeau
  - Remplaçants : 16 Sébastien Bruno, 17 Laurent Emmanuelli, 18 Tim Ryan, 19 Jocelino Suta, 20 Thomas Sourice, 21 Mafileo Kefu, 22 Pierre Mignoni, 23 Tana Umaga
  - Entraîneur : Philippe Saint-André
- Cardiff Blues
  - Titulaires : 15 Ben Blair, 14 Leigh Halfpenny, 13 Casey Laulala, 12 Jamie Roberts, 11 Chris Czekaj, 10 Ceri Sweeney, 9 Richie Rees, 8 Xavier Rush, 7 Martyn Williams, 6 Maama Molitika, 5 Deiniol Jones, 4 Bradley Davies, 3 Taufa'ao Filise, 2 Thomas Rhys Thomas, 1 Gethin Jenkins
  - Remplaçants : 16 Gareth Williams, 17 John Yapp, 18 Scott Andrews, 19 Paul Tito, 20 Sam Warburton, 21 Darren Allinson, 22 Dai Flanagan, 23 Dafydd Hewitt
  - Entraîneur : David Young